# ジャヤデーヴァ

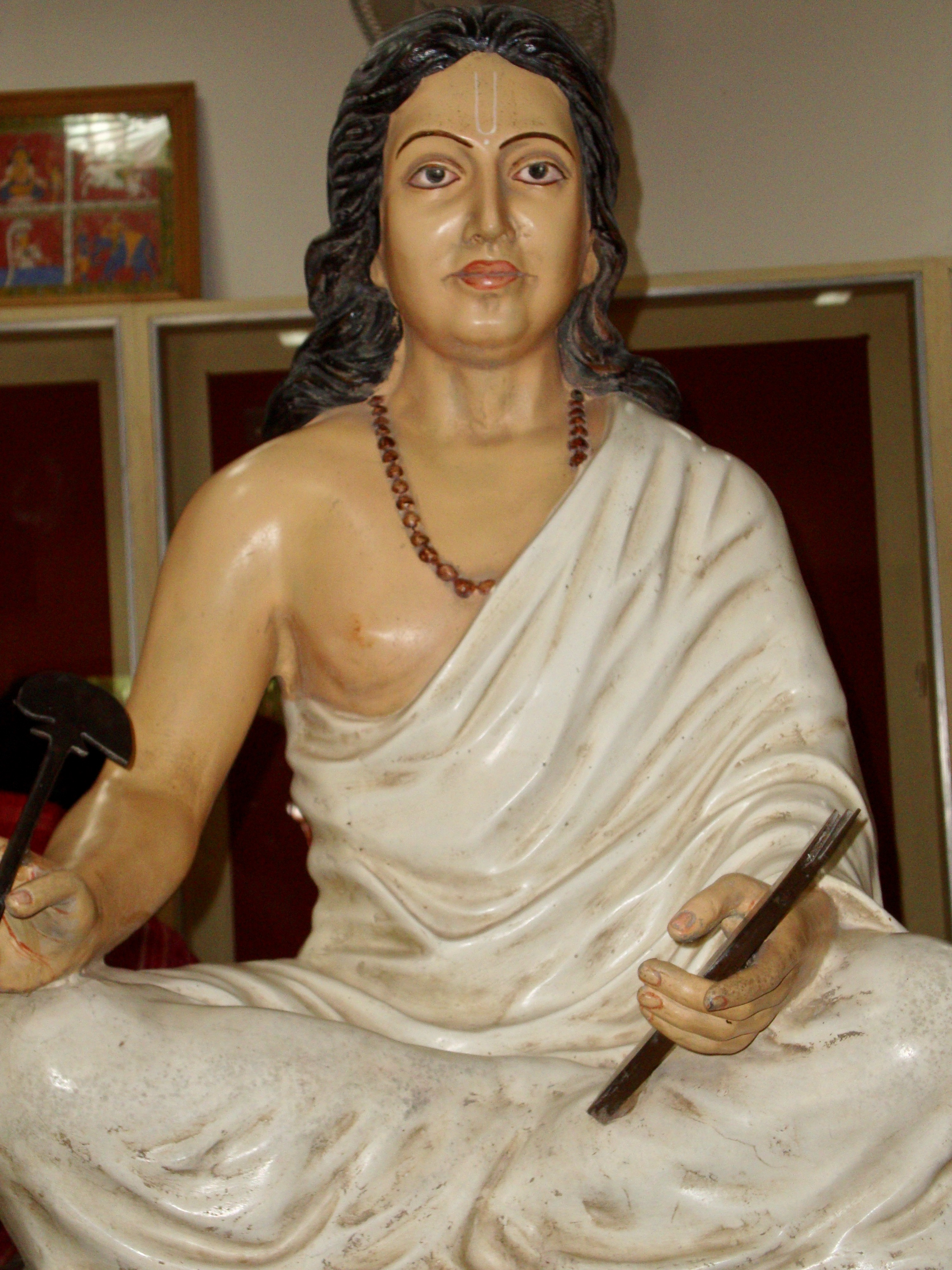
ジャヤデーヴァの像

ジャヤデーヴァ(Jayadeva)は12世紀のインドの詩人。 クリシュナ とラーダーの愛を書いた叙事詩「ギータ・ゴーヴィンダ」の筆者。「ギータ・ゴーヴィンダ」はラーダーはハリより上の観点で書かれ、ヒンドゥー教のバクティを示す重要文書である。

## 人物

### 出生

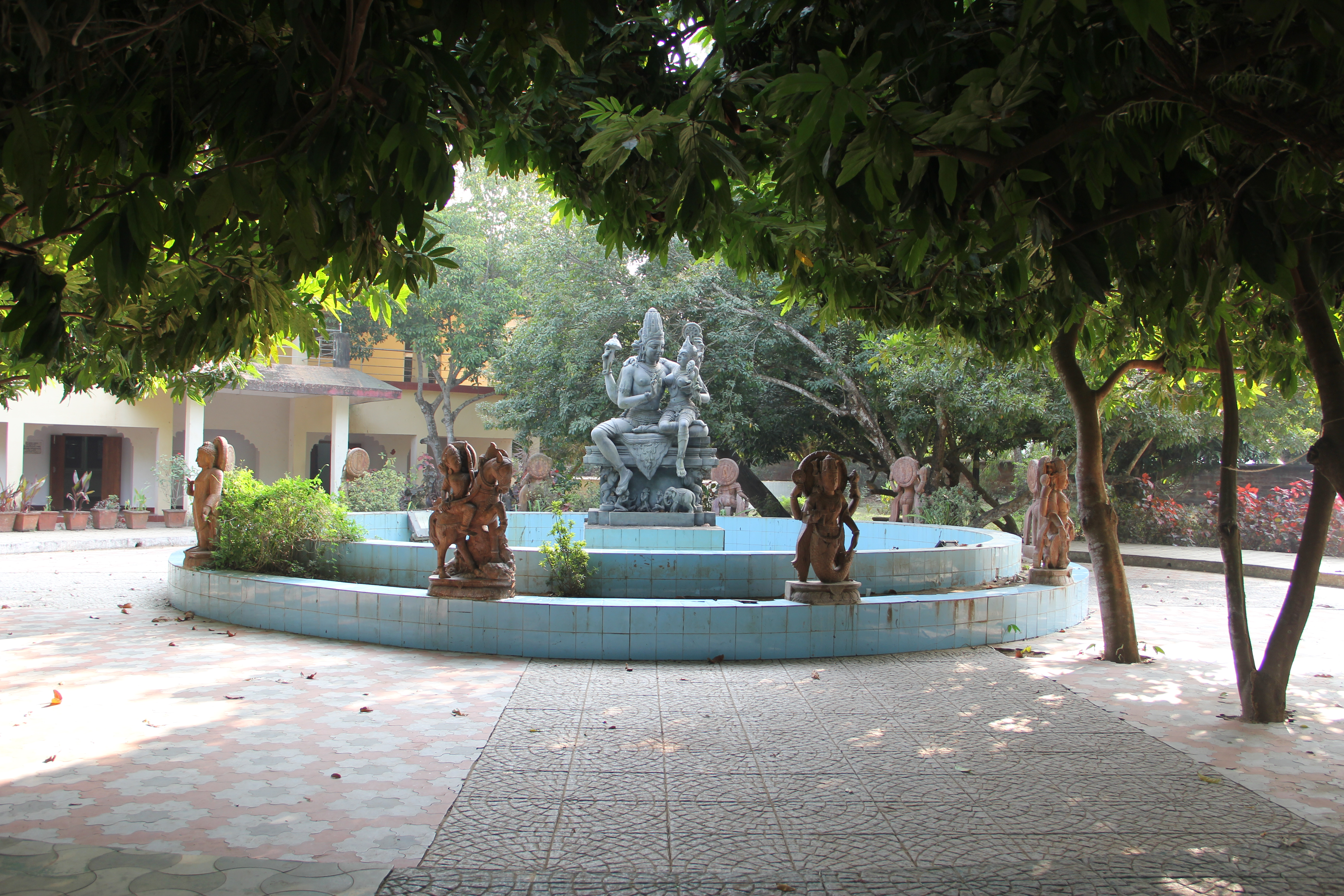
ケンドゥリ村

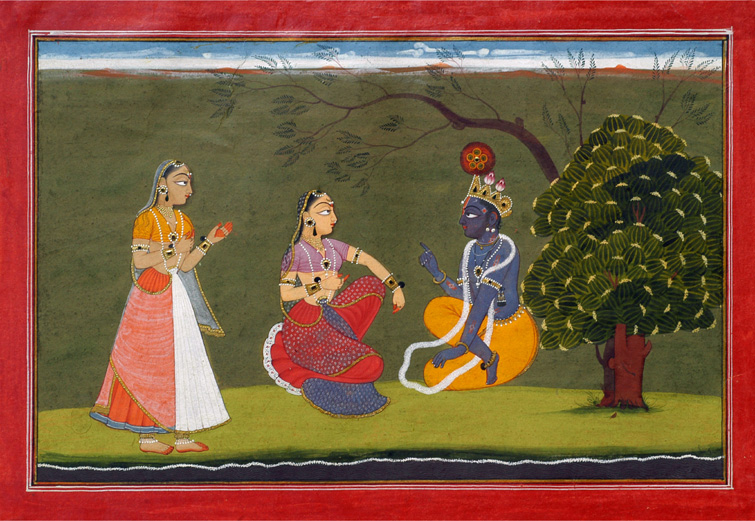
カトゥアー、バソーリーの「ギータ・ゴーヴィンダ」のワンシーンを描いた絵（1730年頃）

ジャヤデーヴァの誕生日と出生地は不明。オリッサ州コルダ県ケンドゥリー・ササン村 (Kenduli Sasan) 、西ベンガル州のジョイデーヴ・ケンドゥリー村 (Jaydev Kenduli) 、ミティラーが有力候補である。 現在の研究で反対意見も出ている。
ボージャデーヴァとラーマデーヴィーの子として産まれ、碑文によればコナーラクのクルマパタカでサンスクリットの詩を勉強したと判明している。

### 生涯の記録
リンガラージャ寺院、シンハーチャラム寺院、マドゥケスワル(Madhukeswar)寺院の碑文をサテヤナラヤナ・ラグジュルが訳した所、ジャヤデーヴァの若い頃について書かれていると判った。クルマパタカで教鞭をとり、そこで勉強もしたかもしれないとの事である。ケンドゥリー・ササンで教育を受けた後クルマパタカで詩・音楽・踊りの経験を積んだという見方が有力視されている。

### 文学への貢献
シク教の聖典「グル・グラント・サーヒブ」の中の２つの讃美歌はサンスクリットと東部のアパブランシャで書かれており、ジャヤデーヴァが書いた可能性がある。 プリーを訪れたグル・ナーナクに彼が深い影響を与えた記録が存在する。